# František Onderek
František Borgiáš Onderek (ur. 13 października 1888 w Bruzowicach, zm. 24 października 1962 w Czeskim Cieszynie) – czeski duchowny katolicki, infułat, administrator apostolski w Czeskim Cieszynie w latach 1947–1962.
Pochodził ze Śląska Cieszyńskiego. W latach 1912–1947 był księdzem rzymskokatolickim archidiecezji wrocławskiej. Pracował w Generalnym Wikariacie, a po utworzeniu Czechosłowacji w komisariatach arcybiskupich cieszyńskim i nyskim. Był absolwentem i wieloletnim profesorem seminarium duchownego w Vidnavie. W 1921 doktoryzował się na Uniwersytecie Karola w Pradze. W 1936 otrzymał tytuł prałata.
Po zakończeniu II wojny światowej w 1945 kardynał Adolf Bertram wyznaczył go komisarzem arcybiskupim ds. czechosłowackiej części archidiecezji wrocławskiej, a następnie nominował go wikariuszem generalnym dla czechosłowackiej części archidiecezji wrocławskiej z siedzibą w Czeskim Cieszynie. W 1947 został nominowany przez Piusa XII administratorem apostolskim w Czeskim Cieszynie. W czasie pełnienia swojego urzędu podejmował starania o utworzenie diecezji śląskiej w Czechosłowacji.
W 1949 za krytykę polityki kościelnej władz Republiki Czechosłowackiej został aresztowany. Sądzony w pokazowym procesie Tajnej Unii Odrodzonej Europy został uniewinniony. Po wyjściu na wolność podpisał dokument lojalności wobec władzy. Pozostał pomimo to pod kontrolą StB. W 1951 przydzielono mu jako sekretarza księdza patriotę. W 1953 został zmuszony do mianowania go swoim wikariuszem generalnym. W 1962 wykonujący polecenia Urzędu ds. Kościoła kanonik Antonín Veselý przejął po nim obowiązki administratora apostolskiego w Czeskim Cieszynie bez zgody Stolicy Apostolskiej.
Pochowany w grobie rodzinnym w Bruzowicach.